# 科学美国人
《科学美国人》（英語：Scientific American）是一本美国的科普杂志。 自1845年創刊以來，許多具聲譽的科學家都曾投稿發表於該刊物，譬如狄拉克。該刊物亦是美國境內最古老的連續出版月刊雜誌。
《科学美国人》在2005年12月時每個月約有555,000份美國國內發行量，以及90,000份的國際發行量。雖然被認為是高水準的期刊，但這本雜誌並不採用類似《自然》杂志同行評審的方式審查稿件，而是提供一個論壇来呈现科學理論和科学新發現，並以更大的讀者群為其目標。

## 歷史
1845年，魯弗斯·波特創辦了《科学美国人》。當時形式為單頁報紙。報紙第一期在1845年8月28日發行。
《科学美国人》早期主要是在報導在美國專利局所登記的項目，比如永動機、亚伯拉罕·林肯發明的1860年船隻浮標裝置、或是今日常見的万向接头。直到現在，雜誌仍會在以“历史上的今日”（this date in history）的小專題，報導大約50年前、100年前、還有150年前的發明。專題收錄包括幽默事件、錯誤理論、科學技術史上值得注意的進步等。1845年8月以，報紙改以周刊形式出版。1921年11月改為月刊。
波特後來在1846年將這份報紙賣給艾尔弗瑞德·依莱·比奇及奥森·德赛·蒙恩。1986年賣給德國的霍兹布林克集團。唐納德·米勒於1998年12月過世，而杰拉德·皮尔與丹尼斯·弗拉纳根分別於2004年9月及2005年1月過世。約翰·雷尼是目前的編輯。
自然出版集团于2008年秋天买下科学美国人的控制权。

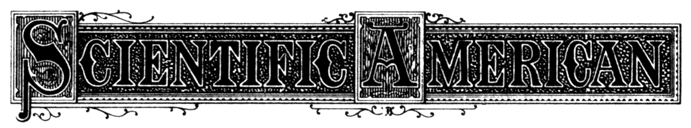
1870年的科学美国人标志

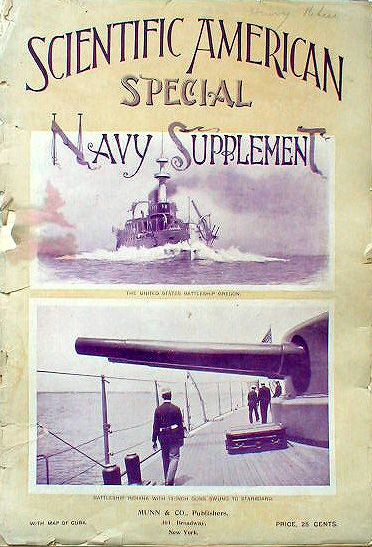
1898年的一期《科学美国人》特刊：《海军增刊》。

## 中文版
中文版的文章大多數都是翻譯自英文版的文章。

### 中國大陸
在中國大陸，《科学美国人》在1979年起譯為簡體中文版，刊名為《科學》，但由于发行量等原因，至2005年底停办。《电脑报》杂志社后获得了美国《科学美国人》杂志社新的授权，在2006年1月，与《科学美国人》版权合作的简体中文月刊《环球科学》创刊。现在，《环球科学》于每月5日出版。

### 臺灣
臺湾遠流出版公司於2002年出版繁體中文版，刊名為《科学人》，內容除了翻譯Scientific American原文外也加入了「華人觀點」、台灣科學家專欄、台灣在地生物紀實—生物手記、科學家特寫—聊聊科學人等在地專欄，發行於臺灣、香港。發行人為遠流出版公司董事長王榮文，總編輯為李家維、雜誌學術顧問召集人李遠哲、雜誌榮譽社長曾志朗。自2002年出版至今，科學人雜誌共獲得12座雜誌類金鼎獎，包含以下：
- 新雜誌獎：2003年（第27屆）
- 科學技術類：2004年（第28屆）、2005年（第29屆）、2006年（第30屆）、2007年（第31屆）、2008年（第32屆）、2009年（第33屆）
- 科普類：2010年（第34屆）、2011年（第35屆）、2012年（第36屆）
- 學習類：2016年（第40屆）、2024年（第48屆）

2020年9月，《科學人》向行政院農業委員會提出廣告合作邀約，在臉書發佈爭議文章，內容提到「萊克多巴胺可以增加收益又環保」、「台灣豬多吃廚餘會讓油花更豐富」等引起社會撻伐，隨後將爭議文章撤下。《科學人》表示未來將更謹慎，提供給社會大眾基於科學事實的資訊，不再接受類似的政令廣告，也虛心接受各界的監督。
2022年7月28日，王榮文表示將於年底停刊轉型數位出板，配合生生有平板政策。但10月時，科學人獲大江生醫、貝殼放大群眾顧問公司出資3600萬元成立「台灣科學人股份有限公司」，讓紙本雜誌持續發行，該公司於2023年1月正式運作。新任總編輯為孫維新，並新增內容長（Chief Content Officer）一職，由陸子鈞擔任。
2023年2月，「台灣科學人股份有限公司」正式發行《科學人》雜誌第252期（2023年2月號）。3月，於集資平台挖貝推出「探索永不停止《科學人》重啟集資計畫」。8月，《科學人》雜誌內容改版，公布並啟用新版企業識別。10月，新版《科學人》官方網站上線。